# Anta de Fonte Coberta da Chã de Alijó
Die Anta de Fonte Coberta da Chã de Alijó ist eine Megalithanlage in Nordportugal, östlich von Vila Real in der Gemeinde (Freguesia)  Vila Chã im Kreis (Concelho) Alijó, Distrikt Vila Real. Das Grab liegt ungefähr 1 km nördlich von Vila Chã relativ isoliert auf einem Plateau (Planalto da Chã).
Anta, Mámoa, Dolmen, Orca und Lapa sind die in Portugal geläufigen Bezeichnungen für die ungefähr 5000 Megalithanlagen, die während des Neolithikums im Westen der Iberischen Halbinsel von den Nachfolgern der Cardial- oder Impressokultur errichtet wurden.

## Denkmalpflege
Die Anlage wurde bereits im späten 19. Jahrhundert durch Henry Botelho erforscht. 1938 führte der Geologen Joao Manuel Cotelo Neiva systematische Nachgrabungen und Untersuchungen der Anlage durch.
Das vergleichsweise gut erhaltene Grab wurde 1910 als Monumento Nacional eingetragen und geschützt und ist nach den Renovierungsarbeiten der letzten Jahre für die Öffentlichkeit erschlossen.

Anta de Fonte Coberta
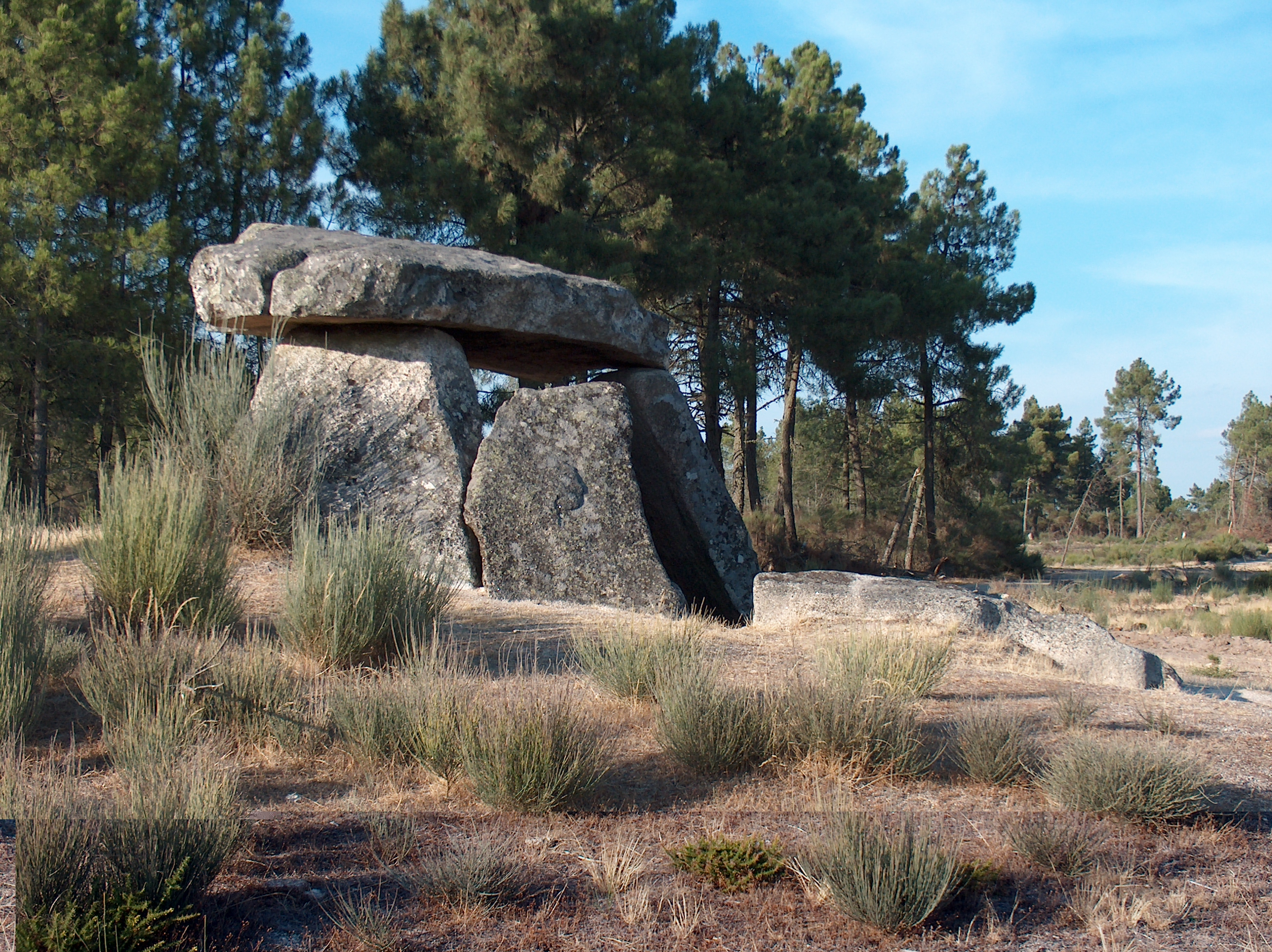
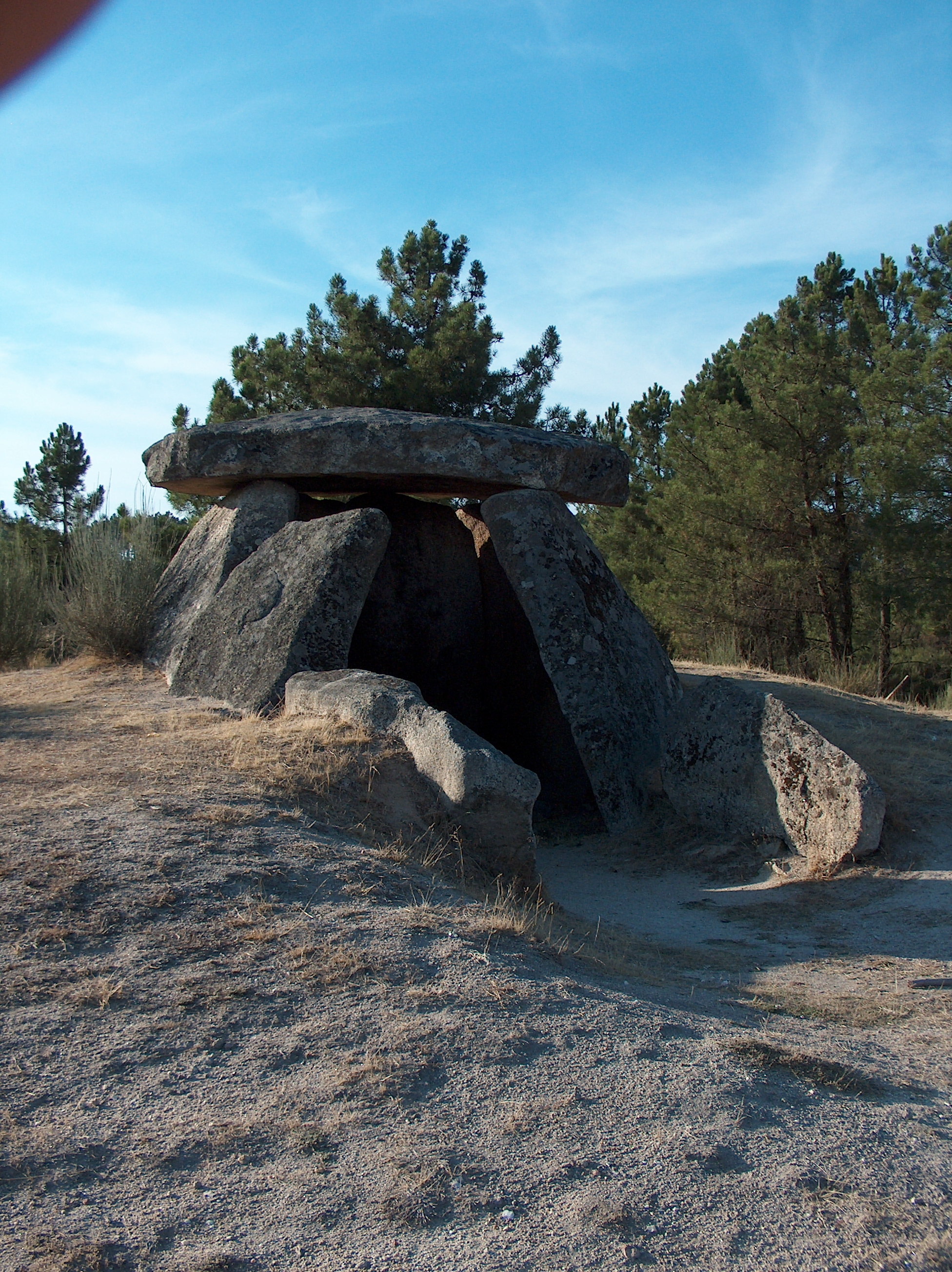
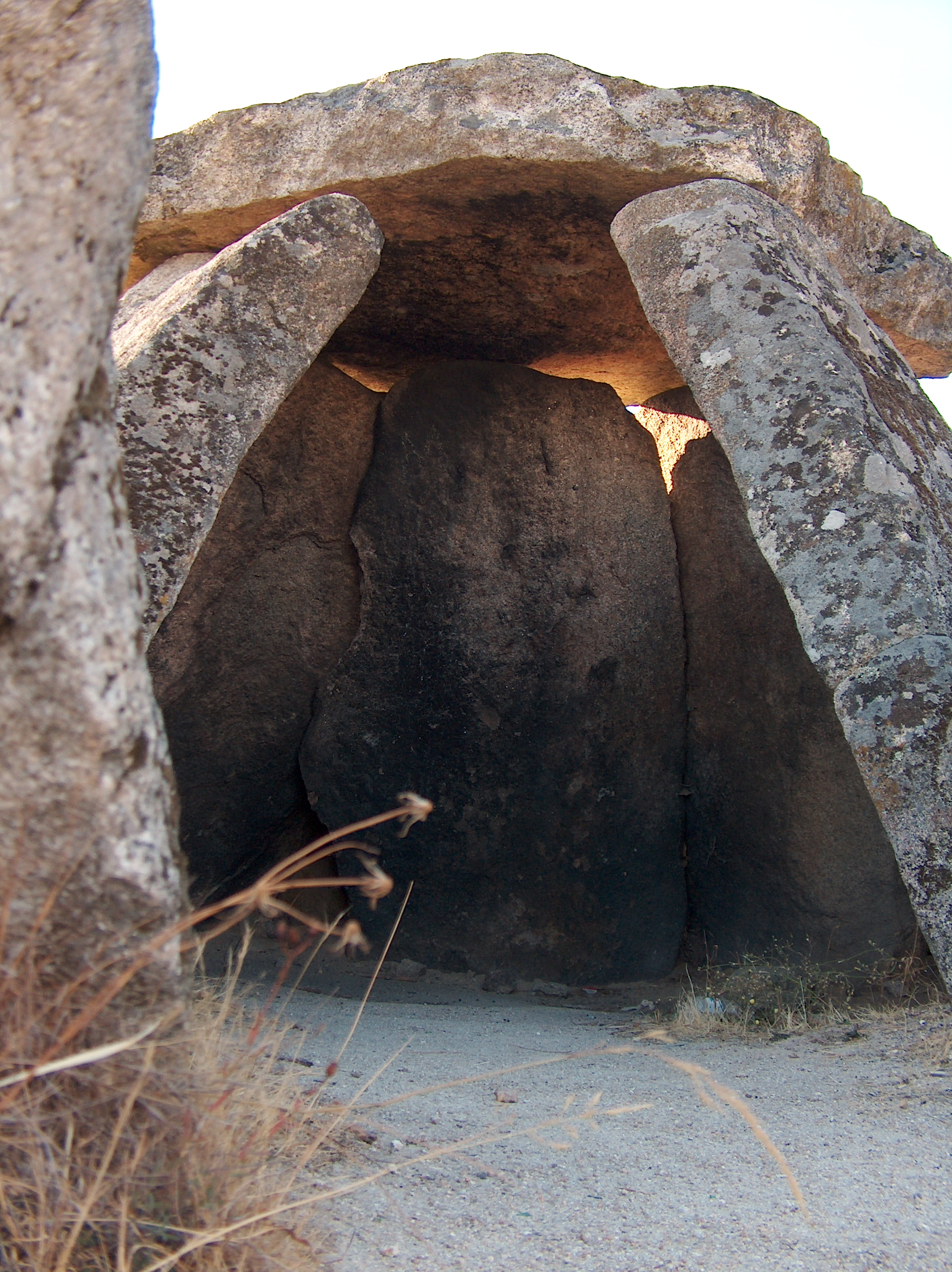
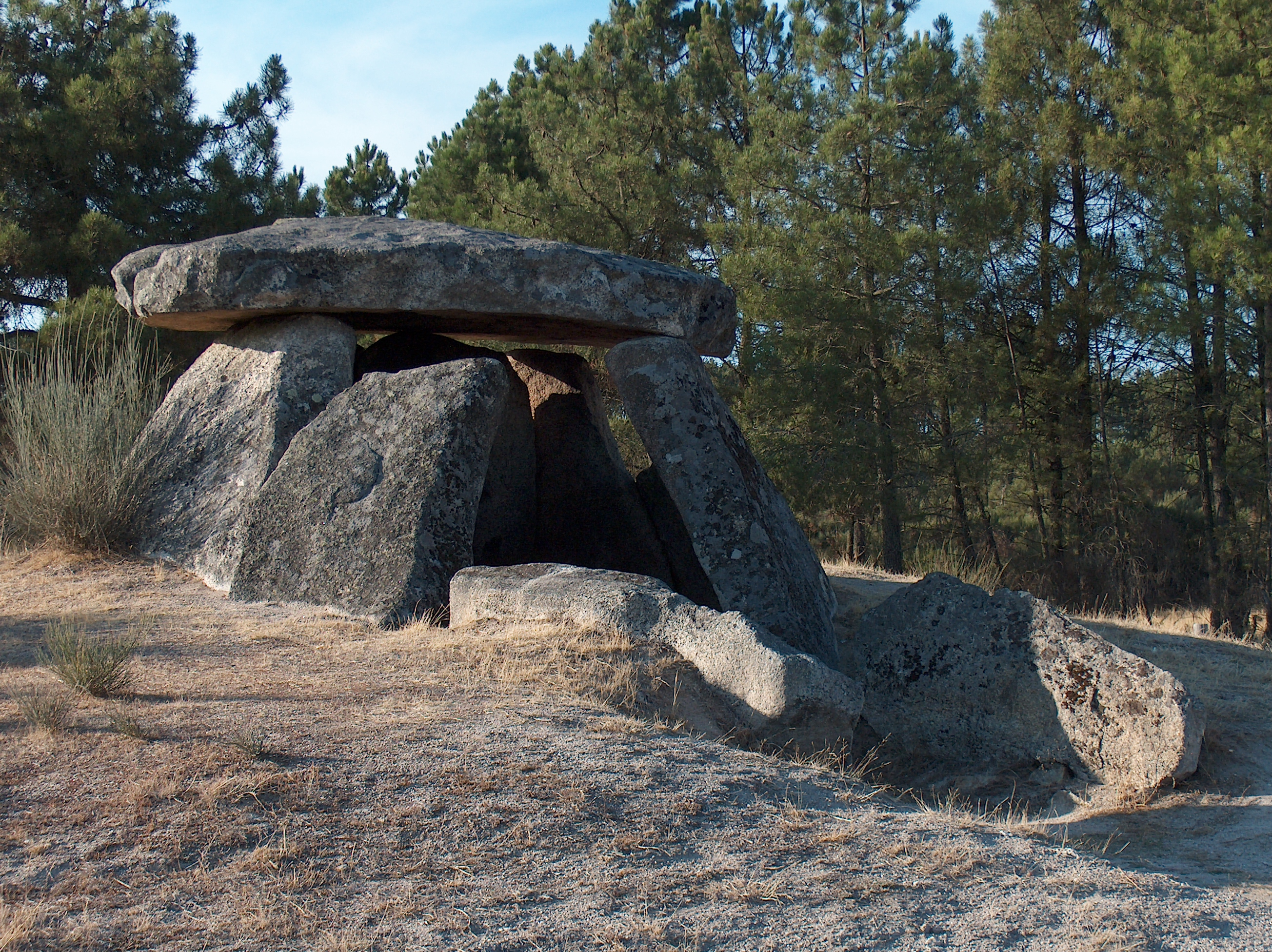

## Befund
Erhalten ist die polygonale Grabkammer mit Vestibül. Alle sieben Tragsteine (Orthostaten) aus Granit sind zum überwiegenden Teil in situ erhalten und tragen den Deckstein mit einer Größe von 3,54 × 2,20 m. Vom ehemals vorhandenen Gang konnte nur noch ein Stein an der Südseite ergraben werden, doch gibt es deutliche Hinweise auf eine Überhügelung des Grabes (Mámoa). Polygonale Grabkammern mit Vestibül sind in Nordportugal eher selten und finden sich eher weiter im Süden des Landes.
Der Deckstein ist auf der Oberseite mit gravierten Grübchen und Rillen verziert. Gleiche Verzierungselemente weisen auch zwei Tragsteine der Grabkammer auf der Außenseite auf (1. Stein rechts und 3. Stein links) und konnten weiterhin an den Felsen in der Umgebung des Grabes gefunden werden.
Der dritte Tragstein auf der linken Seite zeigt auf seiner Innenseite in gut 1,60 m Höhe noch Reste roter Bemalung.

## Funde
Vermutlich war das Grab bereits antik beraubt, da die Grabung nur noch ein poliertes Steinbeil zu Tage förderte.